# دراغون بول إفولوشين
دراغون بول إفولوشين (بالإنجليزية: Dragonball Evolution)‏ هو فيلم خيال علمي وحركة تم إنتاجه في الولايات المتحدة وصدر سنة 2009 بطولة جاستن تشاتوين وإيمي روسوم وجيمس مارسترز.

## القصة
تدور قصة الفيلم حول رغبة أحد الأشرار في جمع سبع كور نارية من أجل استدعاء التنين (شان لونج)، وتمنى أمنية واحدة قد تمكنه من السيطرة على العالم أجمع، لكن (جوكو) يقف حائلا أمامه ويمنعه من تنفيذ أحلامه، وينقذ العالم من شره.

## الميزانية والإيرادات
كلف الفيلم 30 مليون دولار وحقق أرباح تقدر بـ 58 مليون دولار.

## وصلات خارجية
دراغون بول إفولوشين على موقع IMDb (الإنجليزية)
- دراغون بول إفولوشين على موقع ميتاكريتيك (الإنجليزية)
- دراغون بول إفولوشين على موقع روتن توميتوز (الإنجليزية)
- دراغون بول إفولوشين على موقع نتفليكس (الإنجليزية)
- دراغون بول إفولوشين على موقع قاعدة بيانات الأفلام العربية
- دراغون بول إفولوشين على موقع ألو سيني (الفرنسية)
- دراغون بول إفولوشين على موقع Turner Classic Movies (الإنجليزية)
- دراغون بول إفولوشين على موقع أول موفي (الإنجليزية)
- دراغون بول إفولوشين على موقع بوكس أوفيس موجو (الإنجليزية)
- دراغون بول إفولوشين على موقع فيلمافينيتي (الإسبانية)